# Phyllophila obscura
Phyllophila obscura là một loài bướm đêm trong họ Noctuidae.